# Dimerní alkylketeny

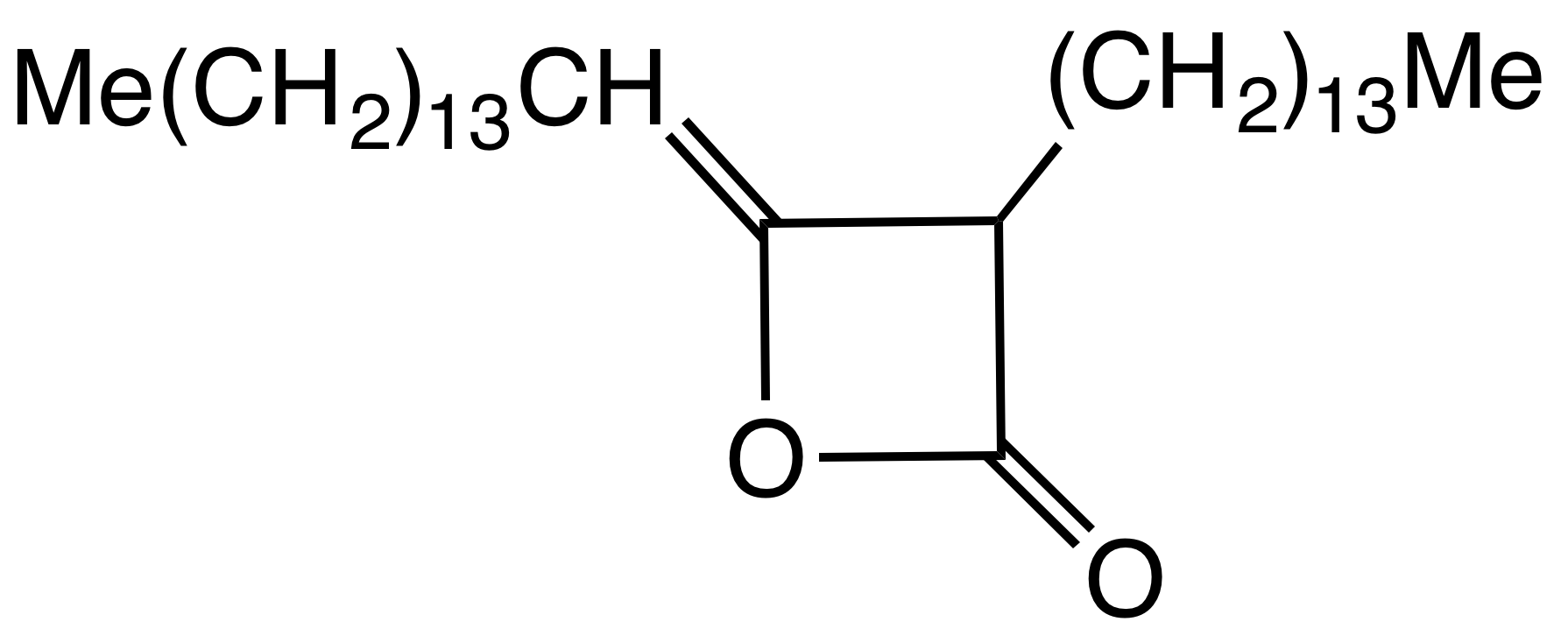
Strukturní vzorec AKD odvozeného od kyseliny palmitové

Dimerní alkylketeny nebo alkylketenové dimery (zkráceně AKD) jsou organické sloučeniny, jejichž molekuly obsahují čtyřuhlíkaté řetězce tvořené oxetan-2-onovými cykly, které jsou také základními strukturními jednotkami propiolaktonů a diketenů. Na oxetanový kruh bývají obvykle napojeny 12- až 16uhlíkové alkylové skupiny v pozici 3 a 13- až 17uhlíkové alkylidenové skupiny v pozici 4.
Dimery alkylovaných ketenů se nejčastěji používají při šlichtování papíru nebo hydrofobizaci vláken celulózy. Takto vytvořené materiály jsou odolnější vůči mechanickému namáhání a méně propouštějí vodu a inkousty.
AKD mají hydrofobní alkylové skupiny navázané na beta-propiolaktonový kruh; příkladem je dimerní keten odvozený od kyseliny stearové; ten se připravuje pyrolýzou steraroylchloridu. AKD reagují s hydroxylovými skupinami v celulóze za vzniku esterů. Tato esterifikace probíhá současně s hydrolýzou AKD. Před vyvinutím dimerních alkylketenů se ke zvýšení hydrofobicity papíru používala kalafuna.
Dimerním alkylketenům se podobají alkenylsukcinanhydridy (ASA). Podobně jako AKD reagují s celulózou za tvorby esterů a připojení hydrofobní skupiny. ASA se připravují enovými reakcemi alkenů s maleinanhydridem.

## Historie
V roce 1901 Edgar Wedekind popsal přípravu dimerních alkylketenů reakcí acylchloridů s terciárními aminy.
Z určení molekulových hmotností vyplynulo, že produkt obsahuje opakující se skupiny R1R2CH=C=O; bylo tak navrženo, že produkt má strukturu pyrononu (diketonu s cyklobutanovým jádrem) - příkladem může být reakce isobutyrylchloridu a triethylaminu.
Hermann Staudinger a Norman Thomas Mortimer Wilsmore zjistili, že hlavními produkty reakce acylchloridů s vodíkovými atomy v pozicích α a terciárními aminy jsou keteny (ethenony), které vytváří 2-oxetanony s alkylidenovými substituenty dimerizacemi prostřednictvím [2+2] fotocykloadicí. Tento objev znamenal ujasnění struktury alkylovaných dimerů ketenů.
Určení izomerie produktů je ztíženo možností vzniku více různých látek; například jednoduché keteny (jako je H2C=C=O) se dimerizují na diketeny (v tomto případě (4-methylidenoxetan-2-on), zatímco ze substituovaných ketenů (jako je dimethylketen, Me2C=C=O, získaný reakcí isobutyrylchloridu s triethylaminem) se tvoří substituované produkty (zde 2,2,4,4-tetramethylcyklobutan-1,3-dion).
Takto připravený tetramethylcyklobutan-1,3-dion lze snadno izomerizovat za vzniku dimeru dimethylketenu (4-isopropyliden-3,3-dimethyloxetan-2-onu).
Příprava dimeru hexadecylketenu, důležitého alkylketendimeru používabého v papírenském průmyslu, bylo nejprve popsáno v roce 1945 jako patent a o dva roky později i v odborném tisku.
Kvantově mechanickými studiemi byla vyvrácena možnost tvorby cyklobutandionu v průběhu dimerizace n-alkylketenů (R-CH=C=O), místo toho se tvoří stabilnější produkt obsahující oxetan-2-onovou skupinu.

## Výroba
V roce 1945 byla patentována průmyslová výroba dimerních alkylketenů z chloridů karboxylových kyselin s dlouhými řetězci a triethylaminu v inertních rozpouštědlech (jako například diethyletheru nebo benzenu). Po odfiltrování nerozpustného triethylamin-hydrochloridu a odpaření rozpouštědla vznikají alkylketenové dimery s výtěžností nad 90 %.
Použití jiných rozpouštědel, například esterů nebo ketonů, za účelem snadnějšího oddělování hydrochloridů triethylaminu či jiných aminů (například N,N,N',N'-tetramethylhexan-1,6-diaminu neposkytuje výhody oproti ostatním postupům.
Byly také popsány metody, při kterých se nevyužívají rozpouštědla; hydrochlorid aminu se buď odfiltruje nebo odstraní pomocí zředěného vodného roztoku kyseliny.
Nepřetržitým procesem, při kterém jsou chloridy karboxylových kyselin s dlouhými řetězci a terciární aminy (například dimethylisopropylamin, dimethylcyklohexylamin nebo triethylamin) odděleně dodávány do reaktoru a reagují za teploty 90 až 110 °C se za krátkou dobu vytváří laktony s více než 90% výtěžností.

## Použití

### Úprava papíru
K vyřešení potíží souvisejících s kysele (síranem hlinitým) řízeným šlichtováním papíru pomocí kalafunových pryskyřic a zásaditých vločkovacích činidel, jako je uhličitan vápenatý, byly vyvinuty materiály použitelné v neutrálním nebo zásaditém prostředí. Oproti s výrazně reaktivnějším alkylsukcinanhydridům (ASA), které se za přítomnosti vody rychle hydrolyzují, se AKD upřednostňují od 60. let 20. století.
Průmyslově používané AKD bývají odvozené od mastných kyselin s 14 (kyselina myristová) až 22 (kyselina behenová) atomy uhlíku; nejčastější jsou palmityl- (16 uhlíků) a stearylketeny (18 uhlíků) a jejich směsi a také směsi mastných kyselin získaných hydrolýzou rostlinných i živočišných tuků. Tyto mastné kyseliny jsou voskovité pevné látky s teplotami tání mezi 42 a přibližně 70 °C. Směsi alkylketenových dimerů tvoří disperze při teplotách do 40 °C a emulze nad 45 °C. Kapalné AKD, založené na nenasycených nebo rozvětvených mastných kyselinách, se příliš nepoužívají.
Vodní disperze obvykle obsahují 10 až 20 % AKD aktivní ochranné koloidy (často polykationty jako kopolymery N-vinylpyrrolidonu a kvaternozovaného N-vinylimidazolu, acylované polyethyleniminy nebo kationtové polyakrylamidy s vysokou molekulární hmotností až okolo 7 milionů g/mol) a další stabilizátory (často aniontové tenzidy, například lignosulfonáty nebo produkty kondenzace sodné soli kyseliny naftalensulfonové s formaldehydem). Takto stabilizované disperze AKD jsou při pokojové teplotě aktivní a stabilní po dobu tří měsíců a lze do nich dodávat i různé přísady (například kaolin, mastek, křídu, oxid titaničitý, síran vápenatý a oxid hlinitý) v množství 5 až 25 %. Množství dimerních alkylketenů použitých při úpravě papíru se obvykle pohybuje od 0,15 do 0,8 hmotnostních procent, někdy od 0,05 do 0,2 % vzhledem k hmotnosti suché papíroviny.

### Šlichtování papíru pomocí AKD
Šlichtování papíru s využitím AKD probíhá ve třech krocích. Úroveň hydrofobicity papíru ovlivňují tyto faktory:
1. zadržování částic AKD na mokrém papíru
2. rozptýlení částic AKD po povrchu a jejich průnik do hmoty papíru
3. reakce hydroxylových skupin celulózy (esterifikace) s alkylovanými dimerními keteny za vzniku beta-ketokarboxylových esterů.

Na výsledek procesu mají vliv molekulová struktura AKD, molární hustota náboje kationtových skupin, přesné množství kationtového polymeru, teplota a pH.
Po odstranění přebytečné vody, která by způsobovala hydrolýzu AKD na beta-ketokarboxylové kyseliny a následné dekarboxylaci na ketony,
následuje štěpení stabilizovaných částic AKD, jejich rozpouštění (při teplotě kolem 90 °C), difúze kapalných AKD po povrchu a tvorba hydrofobních vrstev. Tloušťka těchto vrstev závisí na koncentraci AKD v disperzi.
Hydrofobizace vláken celulózy dimerními alkylketeny nejlépe probíhá v neutrálním a slabě zásaditém prostředí (pH 7,5 až 9,0) za teploty 90 až 110 °C, kdy s celulózou reaguje kolem 40 % použitých AKD. Hodnota kontaktního úhelu po reakci je vyšší než 100°, což ukazuje na hydrofobní charakter.
Alkylketenové dimery se využívají k hydrofobizaci papíru určeného na tištění a psaní a lepenky sloužící na výrobu nápojových kartonů.